# Tailandia del Sur

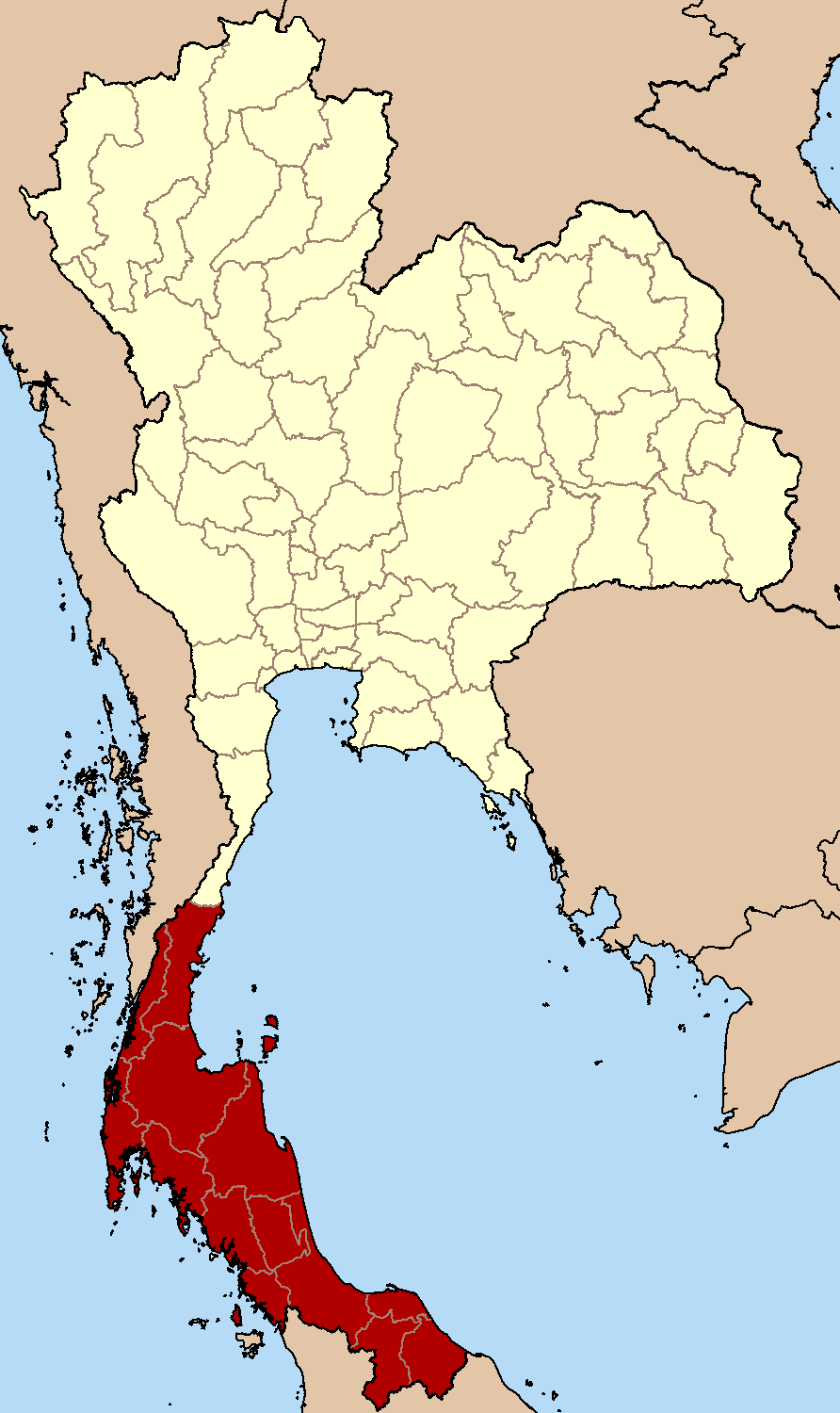
Tailandia del Sur

Tailandia del Sur es una región separada de Tailandia, conectada con la región central por el estrecho istmo de Kra.

## Geografía
Tailandia del sur está situada en la Península de Malaca con un área de unos 70.713 km², limitando al norte con el Istmo de Kra en la parte más estrecha de la península. La zona occidental posee una costa más elevada, mientras que en la costa oriental dominan las llanuras fluviales. El río más grande del sur es el Tapi, que junto con el Phum Duang riega más de 8.000 km², más del 10 % de la superficie total de Tailandia del sur. Otros ríos menores incluyen el Pattani, el Saiburi, el Krabi y el Trang. El lago más grande del sur es el Songkhla (1.040 km² en total); el mayor lago artificial es el Chiao Lan (presa de Ratchaprapha) con 165 km² en el interior del parque nacional de Khao Sok.

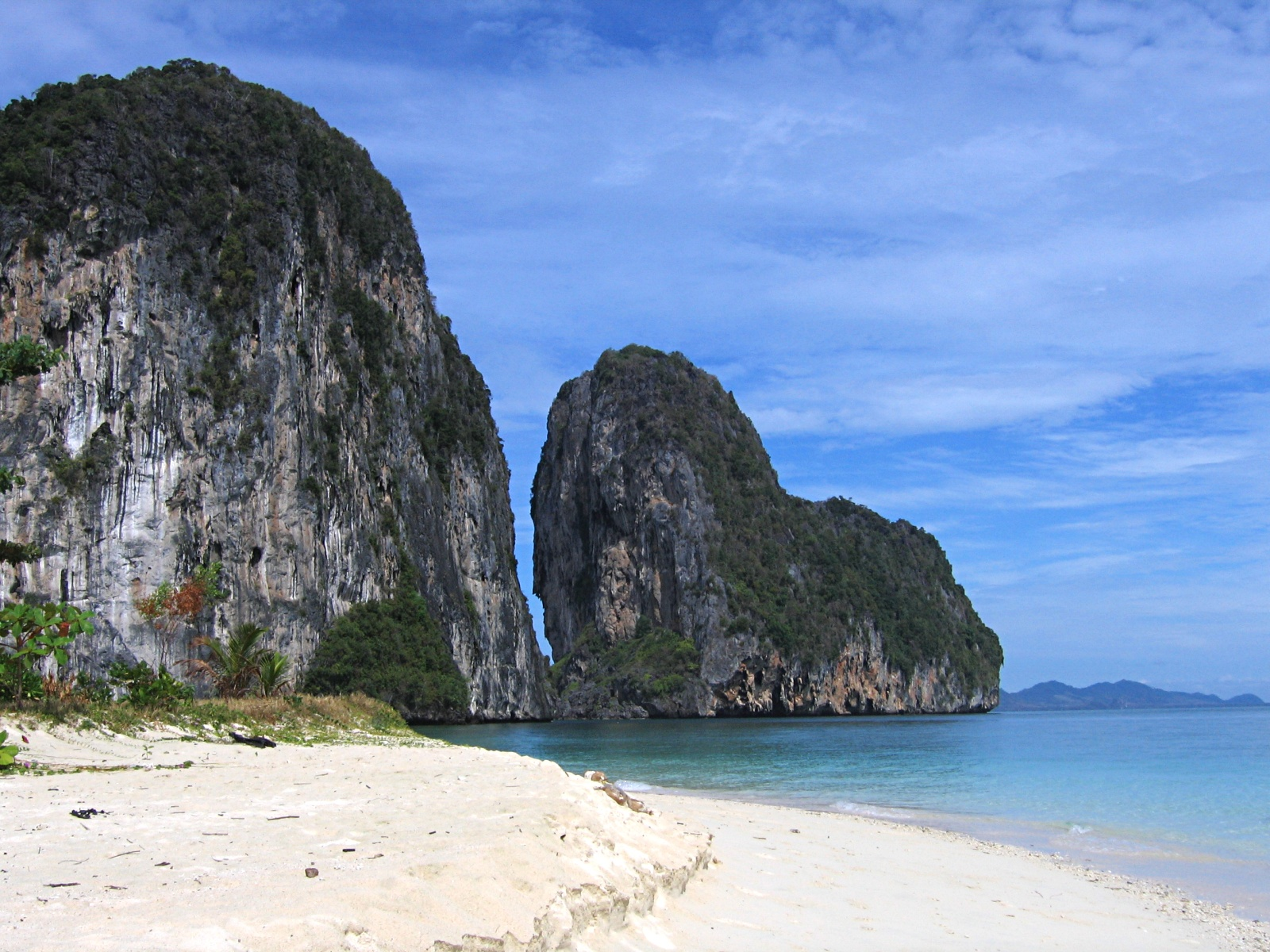
Ko Lao Liang Phi con las empinadas colinas de caliza en la mayor parte de la costa occidental.

Varias cordilleras recorren el centro de la península, con el punto más elevado en el Khao Luang de 1.835 m de altura en la provincia de Nakhon Si Thammarat. Desde el istmo de Kra hasta la isla de Phuket se extiende la cordillera de Phuket, la cual conecta con la cordillera de Tanao Si más al norte. Casi en paralelo con la cordillera de Phuket pero 100 km al este está la cordillera de Nakhon Si Thammarat (o cordillera de Banthat), la cual comienza en la isla Samui y termina en la frontera malaya en el archipiélago Ko Ta Ru Tao. La frontera con Malasia la forma la cordillera de Sankalakhiri, subdividida a su vez en las cordilleras de Pattani, Taluban y Songkhla. Justo en la frontera con Malasia comienza la cordillera Titiwangsa.
La piedra caliza de la costa occidental se ha erosionado formando unas singulares colinas empinadas. Las partes sumergidas por el océano ascendente tras la edad de hielo forman ahora múltiples islas, como las conocidas Islas Phi Phi. También es famosa la llamada Isla de James Bond en la Bahía de Phang Nga, la cual apareció en la película El hombre de la pistola de oro.

## Historia

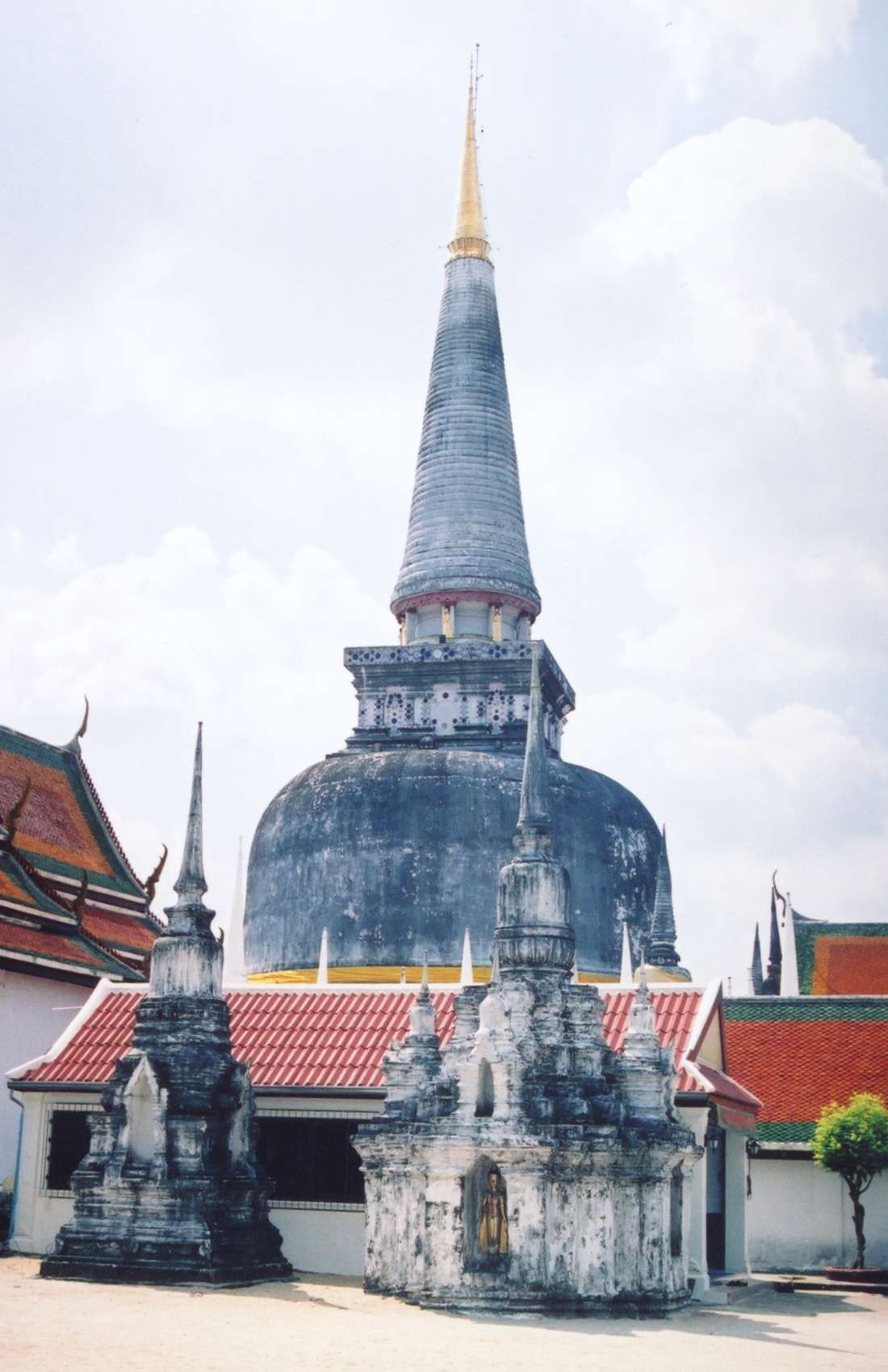
Wat Phra Baromathat, Nakhon Si Thammarat, un importante templo antiguo.

La península malaya estuvo habitada desde tiempos prehistóricos. Se han hallado restos arqueológicos en varias grutas, algunas utilizadas como habitáculos, otras además como lugares de enterramiento. Los restos más antiguos se encontraron en la cueva de Lang Rongrien y datan de hace 38.000 a 27.000 años, así como en la gruta de Moh Khiew.
Crónicas chinas del primer milenio mencionan varias ciudades o ciudades-estados costeras, si bien no dan su localización geográfica exacta, de modo que la identificación de estas ciudades con las ciudades históricas posteriores es difícil. De estos estados, los más importantes eran Langkasuka, considerado generalmente un precursor del reino Pattani; Tambralinga, probable precursor del reino de Nakhon Si Thammarat, o P'an-p'an, probablemente situado en la Bahía de Bandon. Las ciudades estaban muy influenciadas por la cultura hindú y adoptaron la religión brahmánica o budista. Cuando Srivijaya extendió su esfera de influencia, estas ciudades se hicieron estados tributarios de Srivijaya.
Después de que Srivijaya perdiera su influencia, Nakhon Si Thammarat pasó a ser el reino dominante de la zona. Durante el reinado de Ramkhamhaeng el Grande de Sukhothai, la influencia tailandesa alcanzó en primer lugar a Nakhon Si Thammarat. Según la inscripción de Ramkhamhaeng, Nakhon era incluso un estado tributario de Sukhothai. Durante la mayor parte de su historia posterior Nakhon fue tributario de Ayutthaya.
El sur profundo pertenecía a los sultanatos malayos de Pattani y Kedah, mientras que la zona norteña de la península se encontraba bajo control directo de Bangkok.
Durante las reformas de thesaphiban a finales del siglo XIX, tanto Nakhon Si Thammarat como Pattani se incorporaron finalmente al estado central. La zona fue subdividida en 5 monthon, que fueron creados para controlar los estados-ciudades (mueang). Los mueang menos importantes se fusionaron en otros mayores, formando de esta manera las actuales 14 provincias. En el Tratado anglo-siamés de 1909 quedó fijada la frontera con Malasia. Kedah quedó bajo el control británico, mientras que Pattani pasó a ser de Siam.

## Administración

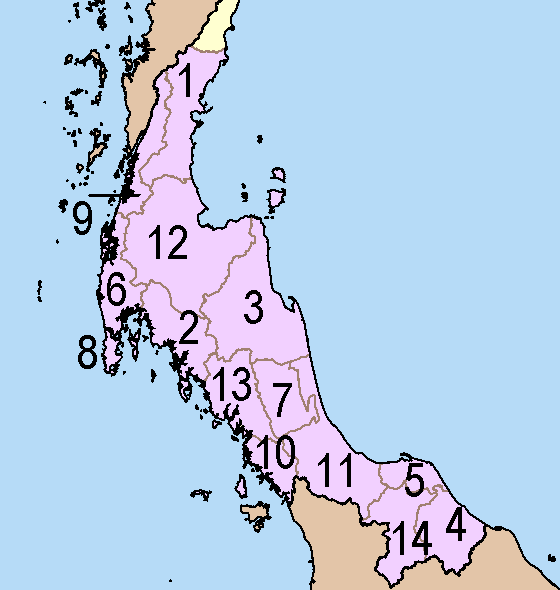
Provincias de Tailandia del Sur

Por lo general se reconocen 14 provincias en el sur
| N.º | Nombre              | Nombre en tailandés | Hab.      |  |
| 1.  | Chumphon            | ชุมพร                | 478 956   |  |
| 8.  | Phuket              | ภูเก็ต                | 301 247   |  |
| 2.  | Krabi               | กระบี่                | 402 559   |  |
| 9.  | Ranong              | ระนอง               | 181 588   |  |
| 3.  | Nakhon Si Thammarat | นครศรีธรรมราช        | 1 509 378 |  |
| 10. | Satun               | สตูล                 | 281 126   |  |
| 4.  | Narathiwat          | นราธิวาส             | 706 620   |  |
| 11. | Songkhla            | สงขลา               | 1 314 189 |  |
| 5.  | Pattani             | ปัตตานี               | 636 164   |  |
| 12. | Surat Thani         | สุราษฎร์ธานี           | 961 847   |  |
| 6.  | Phang Nga           | พังงา                | 245 295   |  |
| 13. | Trang               | ตรัง                 | 607 078   |  |
| 7.  | Phatthalung         | พัทลุง                | 502 940   |  |
| 14. | Yala                | ยะลา                | 469 967   |  |

## Demografía
Tailandia del sur tiene aproximadamente 8,66 millones de habitantes y su densidad de población es de 122 hab/km².
10 Ciudades más importantes de Tailandia del Sur
| N.º | Nombre              | Hab.    |                                                             |
| --- | ------------------- | ------- | ----------------------------------------------------------- |
| 1.  | Hat Yai             | 157 242 | (712 900 en el Área Metropolitana del gran Hatyai-Songkhla) |
| 2.  | Surat Thani         | 126 370 | (170 000 en Amphoe Mueang Surat Thani)                      |
| 3.  | Nakhon Si Thammarat | 107 634 | (280 000 en Amphoe Mueang Nakhon Si Thammarat)              |
| 4.  | Songkhla            | 74 454  | (712 900 en el Área Metropolitana del gran Hatyai-Songkhla) |
| 5.  | Phuket              | 74 209  | (310 000 en la Isla de Phuket)                              |
| 6.  | Yala                | 64 840  |                                                             |
| 7.  | Trang               | 60 039  |                                                             |
| 8.  | Ko Samui            | 48 796  |                                                             |
| 9.  | Pattani             | 43 415  |                                                             |
| 10. | Narathiwat          | 40 285  |                                                             |

## Economía

### Tráfico

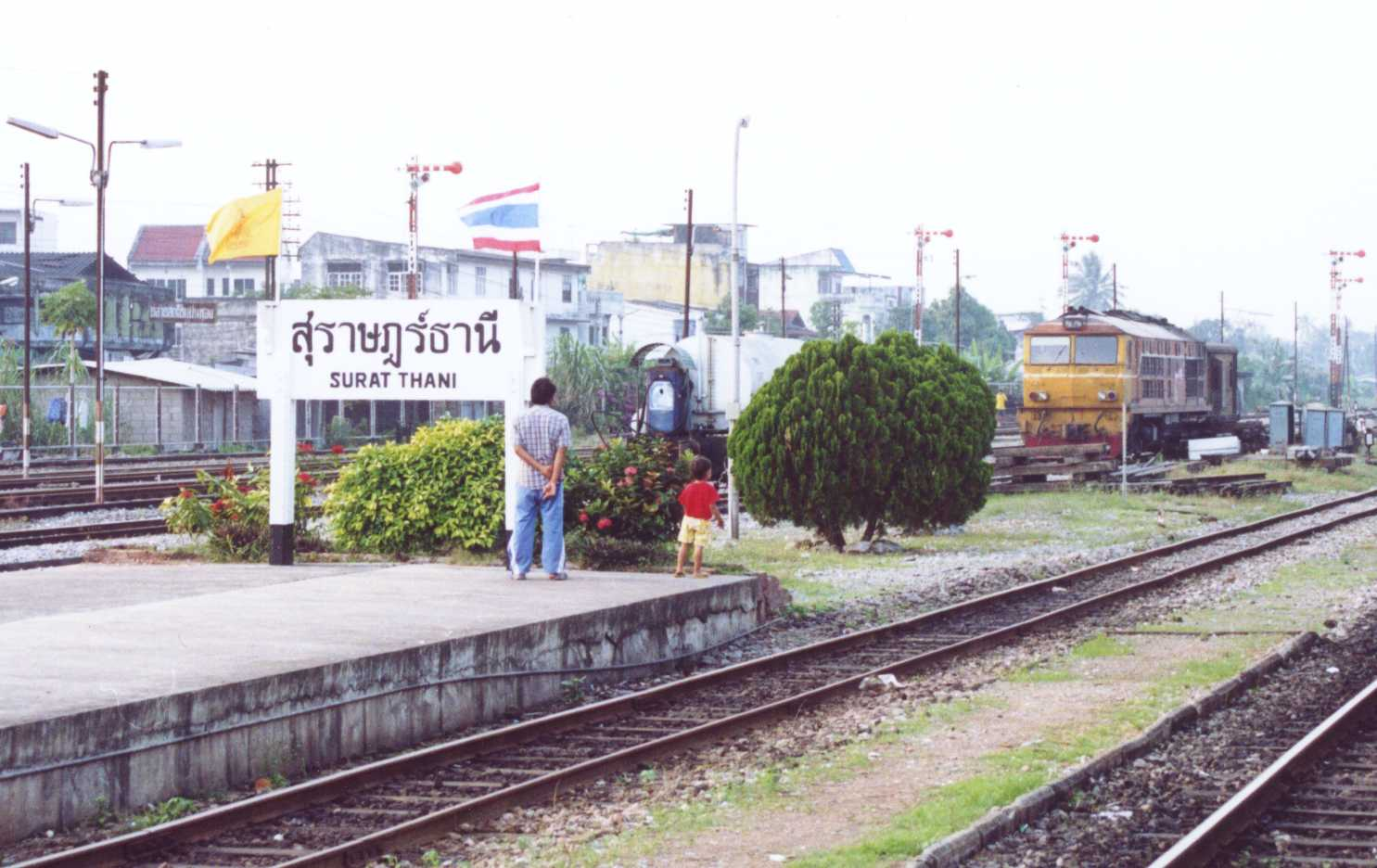
Estación de ferrocarril de Surat Thani.

Tailandia del sur está conectada con Bangkok, centro económico de Tailandia, por medio de un ferrocarril y también por una autopista. Además, existen varios aeropuertos regionales situados en las ciudades más grandes. El principal punto de comunicaciones de Tailandia del sur es Hat Yai, que pasó de ser un pueblecito a la actual ciudad en tan solo unas décadas.
La autopista de Phetkasem es la vía más larga de Tailandia y discurre desde Bangkok por el Istmo de Kra y por la costa occidental de la península. Desde Trang cruza a la costa este hasta Hat Yai y más tarde acaba en la frontera con Malasia.
El ferrocarril del sur también conecta Bangkok con Hat Yai y desde allí continúa hasta Su-ngai Kolok. Existe una ramificación desde la estación de Ban Thung Phoe hasta Kirirat Nikhom, dos ramificaciones menores del ferrocarril llevan desde Thung Song hasta Trang y Nakhon Si Thammarat, y desde la estación de Hat Yai hasta Malasia y Singapur.
Dos autopistas asiáticas recorren el sur de Tailandia. La autopista asiática 2 discurre casi en paralelo con el ferrocarril durante todo el trayecto desde Bangkok. Cruza hacia Malasia en Sadao y continúa en la parte occidental de la península. La autopista asiática 18 comienza en Hat Yai y se dirige hacia el sur por la costa este, cruzando a Malasia en Sungai Kolok.